# Der Rebell (Zeitschrift)
Der Rebell war eine deutschsprachige anarchistische Zeitschrift, erschienen in Genf und London von 1881 bis 1886.

## Geschichte
Das „Organ der Anarchisten deutscher Sprache“ (Untertitel) wurde von Erich Otto Rinke, Josef Peukert und Edward Nathan–Ganz herausgegeben. In der Nr. 1 wurde das Erscheinen der Zeitschrift bekannt gegeben mit den Worten: „Dieses Blatt erscheint in unbestimmten Zwischenräumen bis zum Tage der Revolution, und wird das Erscheinen einer jeden Nummer aus dem Reichsanzeiger zu ersehen sein“. Die erste Ausgabe war kostenlos, ab der Nr. 2 kostete sie zehn Pfennig.
Mit Der Rebell wollten die Herausgeber eine Organisation schaffen, welche ihrer Ansicht nach die Revolution beschleunigen sollte. Inhaltlich sollte das Geschehen in der Gesellschaft und dem Staat kritisch („ultra–radikal“) betrachtet werden. Das Blatt verstand sich als Opposition gegen die Zeitschrift Freiheit (1879 bis 1919) und gegen den Herausgeber Johann Most. Nach dem 1878 eingeführten Sozialistengesetz wurde bereits die erste Ausgabe verboten, ebenso die Nummern 2 bis 4. Laut Polizeiberichten vom März 1884 war Der Rebell in Deutschland weit verbreitet. Beschlagnahmt wurden Pakete unter anderem in Lörrach, Hamburg und Bockenheim. Die Erscheinungsorte waren aufgrund von Repressalien nicht immer bekannt. Nach dem Historiker Max Nettlau wurde die Nr. 1 in Paris oder London gedruckt. Rudolf Rocker war der Meinung, dass sie in Genf erschienen war. Als Tarnname wurde London mit „Nirgendsheim“ angegeben.
Themen von Der Rebell waren unter anderem Der ökonomische Terrorismus, Die Revolution naht! und Prinzipien–Erklärung. Die Artikel sollten dazu beitragen „den Ausbruch der Revolution zu beschleunigen“ (Nr. 1) mit der Propaganda der Tat, dem politischen Guerillakrieg, der Herstellung von Explosiven sowie der Verweigerung von Wahlen und der Staatspflichten. Nachfolger von Der Rebell waren die Zeitschriften Die Autonomie (1886–1893), Der Anarchist (St. Louis, New York, 1889–1895) und Der Kämpfer (St. Louis).
Gleichnamige anarchistische Zeitschrift
Der Rebell, Organ des Bundes freier Menschen – Anarchisten. Aschersleben (Deutschland), circa 1939 bis ?. 14 Ausgaben, Redaktion: Otto Wassrodt